# Bester Kalombo
Bester Kalombo est un ancien arbitre malawite de football. Il est, depuis 2005, responsable de l’arbitrage à la CAF.

## Carrière
Il a officié dans des compétitions majeures : 
- CAN 1982 (2 matchs)
- JO 1984 (1 match)
- CAN 1988 (1 match)